# Jersild & Spin
Jersild & Spin var et aktualitetsprogram på DR2, der udelukkende behandler emnet politisk kommunikation og manipulation, også kaldet spin. Programmet havde Jens Olaf Jersild som vært for to gæster.
Tidligere gæster har været Lotte Hansen og Se & Hørs chef-redaktør Henrik Qvortrup. Niels Krause-Kjær var tilknyttet 2007-2008.
Programmet startede 19. januar 2005, dagen efter statsminister Anders Fogh Rasmussen udskrev folketingsvalg til afholdelse 8. februar samme år (se folketingsvalg 2005). I første sæson blev der sendt 10 udsendelser, hvoraf den sidste blev sendt 9. februar, dagen efter valget.
Programmet vendte tilbage med 4 episoder under valgkampen om formandsposten i Socialdemokratiet i april 2005. 3. programrække, samt følgende programmer, adskilte sig fra sæson 1 og 2 ved ikke at være igangsat af større politiske begivenheder, men simpelthen skulle diskutere ugens mere almindelige politiske begivenheder. 3. programrække startede 17. september 2005, og havde 15 afsnit, 4. programrække startede 14. januar 2006, og havde 15 afsnit. Første afsnit af 5. programrække blev sendt 10. februar 2007, og sluttede i april 2007.